# Romeliu Ieronim Copilaș
Romeliu Ieronim Copilaș (n. 24 aprilie 1935, Botești – d. 24 aprilie 2012, București) a fost un pictor român. Romeliu Copilaș a absolvit Institutul de Arta “N.Grigorescu” din București în anul 1966 avându-i ca profesori pe Paul Miracovici și Gheorghe Popescu. Atelierul din centrul Bucureștiului a lui Paul Miracovici a rămas după moartea acestuia lui Romeliu Copilaș. A fost influențat de către pictorul român Alexandru Ciucurencu și a făcut parte din Uniunea Artiștilor Plastici din România. Mormântul său se află în Cimitirul Bellu Catolic din București.